# Luzie Buck
Luzie Buck (* 1983 in Ulm) ist eine deutsche Schauspielerin.

## Leben und Karriere
Die 1983 in der Donaustadt Ulm geborene Luzie Buck erlangte ihre Schauspielfertigkeiten zwischen 2001 und 2004 an der Schule für Schauspiel Hamburg. Parallel zu ihrem Schauspielstudium nahm sie an einem Method Acting Seminar bei Marie Bäumer, einem Camera Acting Workshop und einem Imaginationstraining teil. 2004 nahm sie in New York an der New York Film Academy an dem Seminar „4 week acting for film“ teil. Als Theaterschauspielerin arbeitete sie 2006 am Staatstheater Meiningen und in den folgenden Jahren am Kleinen Theater Geesthacht und dem Theater in der Basilika in Hamburg-Altona. 
Ihr Filmdebüt gab Luzie Buck 2006 in dem Hochschulfilm The Dead Meat. Dem deutschsprachigen Fernsehpublikum ist sie bekannt durch ihre Darstellung der Polizeimeisterin Luzie Bender in der ZDF-Vorabendserie Da kommt Kalle, in der sie seit 2007 durchgehend besetzt ist.
Luzie Buck verfügt über eine klassische Gesangsausbildung und ist in der Stimmlage Mezzosopran angesiedelt, ist aber auch der Popmusik zugeneigt. Neben Hochdeutsch, dem Schwäbischen und Bayerischen Dialekt spricht sie noch Französisch sowie fließend Englisch. Ihren Hauptwohnsitz hat Buck in der Hansestadt Hamburg.

## Filmografie

### Filme
- 2007: The Dead Meat (Kurzfilm)
- 2007: ORIENTierungslos  (Kurzfilm)
- 2007: Die Zielperson
- 2008: Inselaffen (Kurzfilm)
- 2011: Bauernfrühstück – Der Film
- 2015: Trash Detective

### Fernsehserien
- 2009–2010: Da kommt Kalle (17 Folgen)
- 2010: Der Kriminalist (Episodenrolle)
- 2024: Rote Rosen